# طابوق

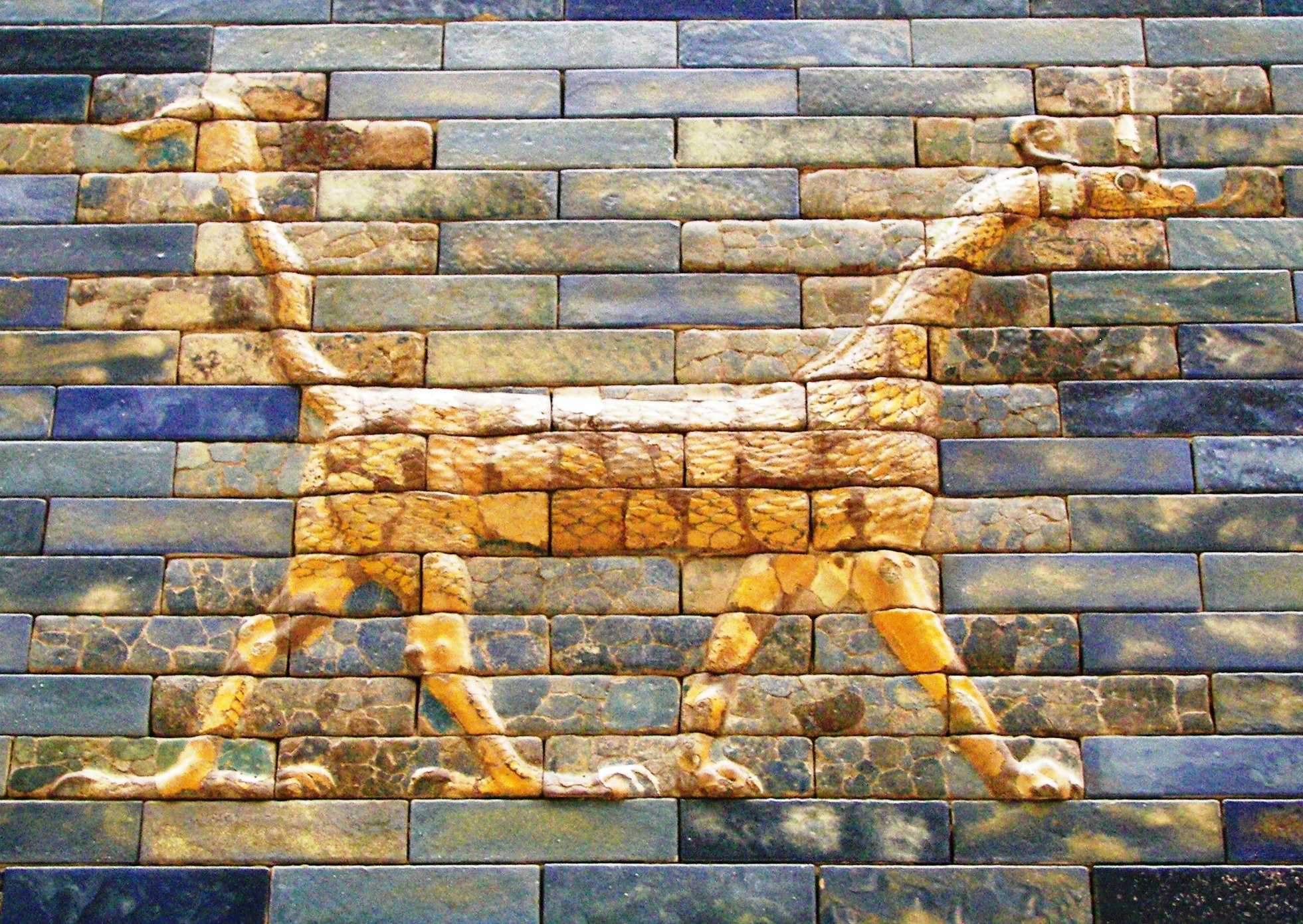
الثور والتنين المرسومين على البوابة - متحف اسطنبول

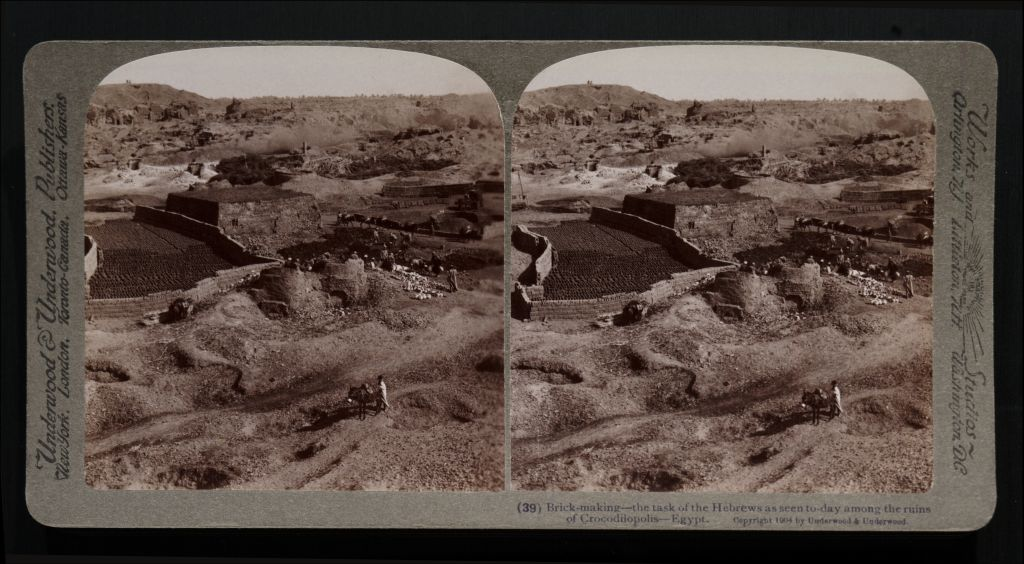
صناعة الطوب في مصر 1904م

الطابوق أو الآجُرَّة أو القِرميدة أو اللّبِن بكسر الباء وواحدته لَبِنَة هو مادة بناء مصنوعة من الطوب المحروق في أفران خاصة ثم يصف يدويا ويشد بالملاط.

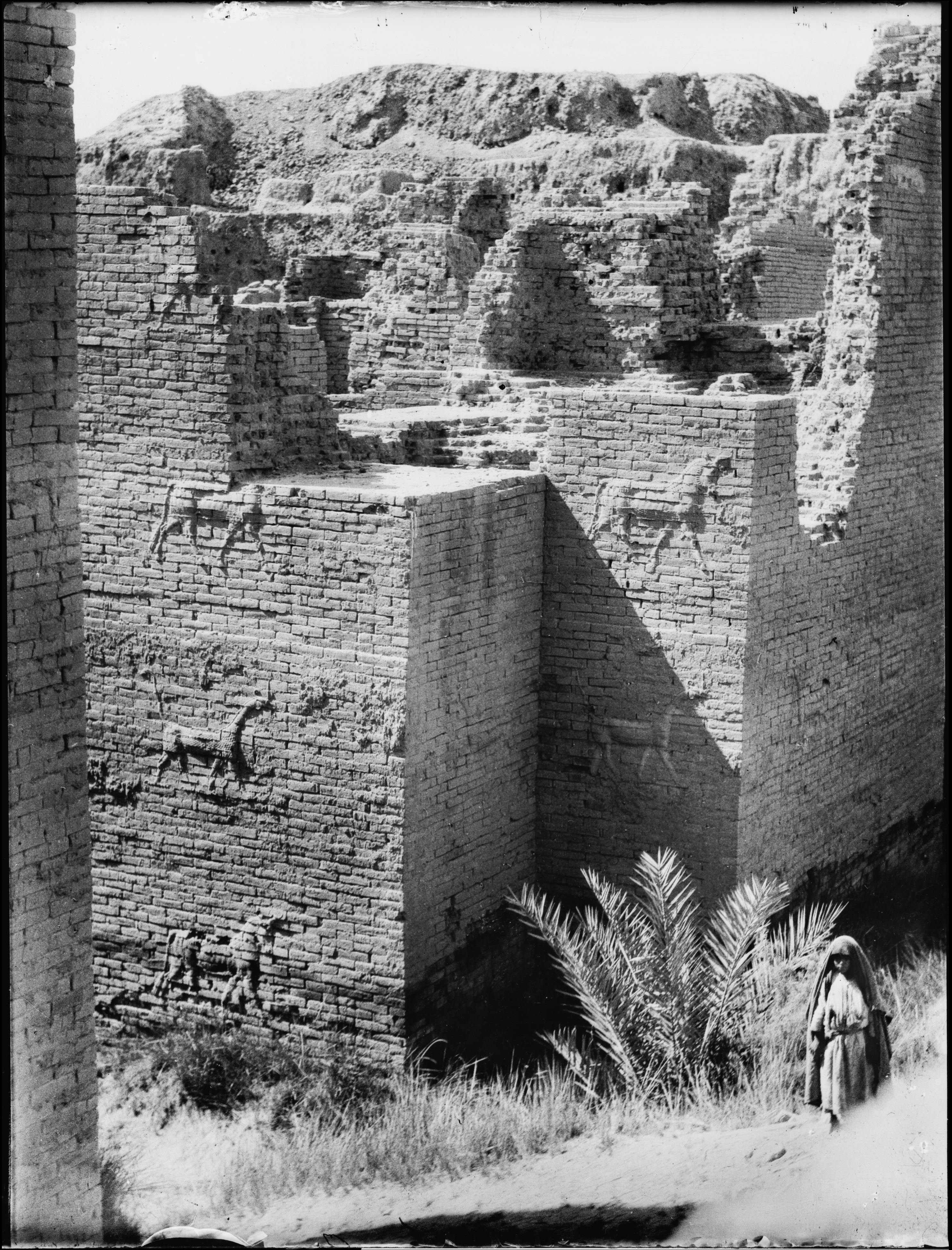
صورة لآثار بوابة عشتار من حفريات 1930

## طريقة الصنع
تقليديا، يصنع الطابوق من الصلصال أو الطين أو اللبن أو الطمي إلا أنه في العصر الحديث شاع استخدام الطابوق المصنوع من الخرسانة.
يخلط الطين أو الصلصال أو الطمي الجاف مع الرمل بنسبة 25-30% لتقليل الانكماش ويطحن جيدا ثم يخلط بالماء بالنسب الضرورية ثم يضغط بقوة في قوالب من الصلب ويحرق في أفران بدرجة حرارة 1000 درجة مئوية للحصول على الصلابة المطلوبة.
يمكن الحصول على مواصفات خاصة للطابوق بإضافة مواد أخرى مثل الجص أو النورة أو الإسمنت أو مواد كيمياوية أخرى كما يمكن التحكم بدرجة الحرارة في الأفران للحصول على مواصفات معينة. هذه المواصفات تتراوح بين تغيير اللون أو تحمل الأوزان أو تحمل الحرارة (مثل الطابوق المخصص لبناء الأفران نفسها) أو امتصاص الرطوبة أو العزل الحراري وغيرها من المواصفات.

## طريقة البناء
يعتبر البناء بالطابوق أحد أسهل وسائل البناء، فالطابوق أصغر حجما وأقل وزنا من الحجر ويمكن تشكيله بأشكال مختلفة بطريقة أسهل بكثير من الحجر.
يصف الطابوق على طول الجدار المراد بناءه وتملء الفراغات بين الطوابيق بالملاط ثم يغطى السطح بالملاط وتصف عليه طبقة أخرى وهكذا حتى الوصول للارتفاع والسمك المطلوب. المونة التقليدية هي الجص أو النورة إلا أن استخدام السمنت الأبيض شاع في العصر الحديث.

## طرق الربط
عملية صف الطوابيق تسمى الربط، توجد عدة طرق للربط:
- الربط الطويل: وهو أبسط الأنواع وأكثرها انتشارا. يصف الطابوق الطويل بصورة طولية ويكون سمك الجدار مساويا لعرض الطابوقة. الصف الذي يعلوه يبدأ بنصف طابوق فيقع منتصف كل طابوقة بالصف الثاني فوق منطقة الربط بين طابوقتين بالصف الأول ثم يصف الصف الثالث مثل الأول والرابع مثل الثاني وهكذا.
- الربط الإنكليزي
- الربط الألماني
- الربط الهولندي
- الربط الرأسي أو الإسباني